# Oizy
Oizy is een plaats en deelgemeente van de Belgische gemeente Bièvre. Oizy ligt in de provincie Namen en was tot 1 januari 1977 een zelfstandige gemeente.

## Demografische ontwikkeling
- Bronnen:NIS, Opm:1831 tot en met 1970=volkstellingen
- 1970*: Aanhechting van Cornimont, Baillamont en Gros-Fays in 1965

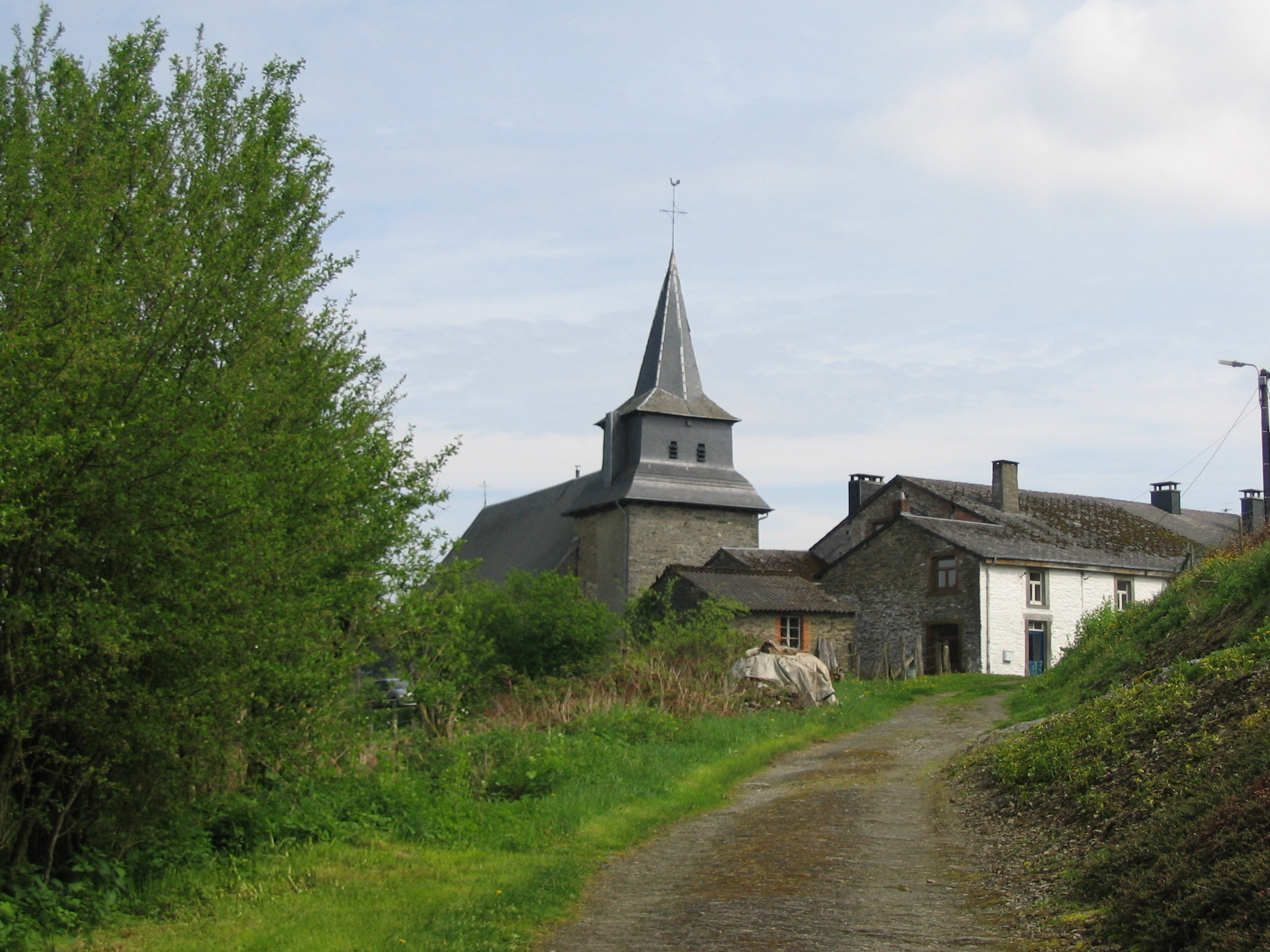
Oizy met achter de 17e-eeuwse Sint-Hubertuskerk

Deelgemeenten: Baillamont · Bellefontaine · Bièvre · Cornimont · Graide · Gros-Fays · Monceau-en-Ardenne · Naomé · Oizy · Petit-Fays

Overige kern: Six-Planes

Belgische gemeenten · Arrondissement Dinant · provincie Namen · Wallonië